# Charaxes paphianus
Charaxes paphianus är en fjärilsart som beskrevs av Ward 1871. Charaxes paphianus ingår i släktet Charaxes och familjen praktfjärilar. Inga underarter finns listade i Catalogue of Life.

## Bildgalleri

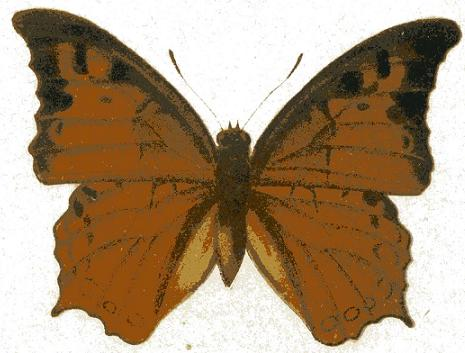
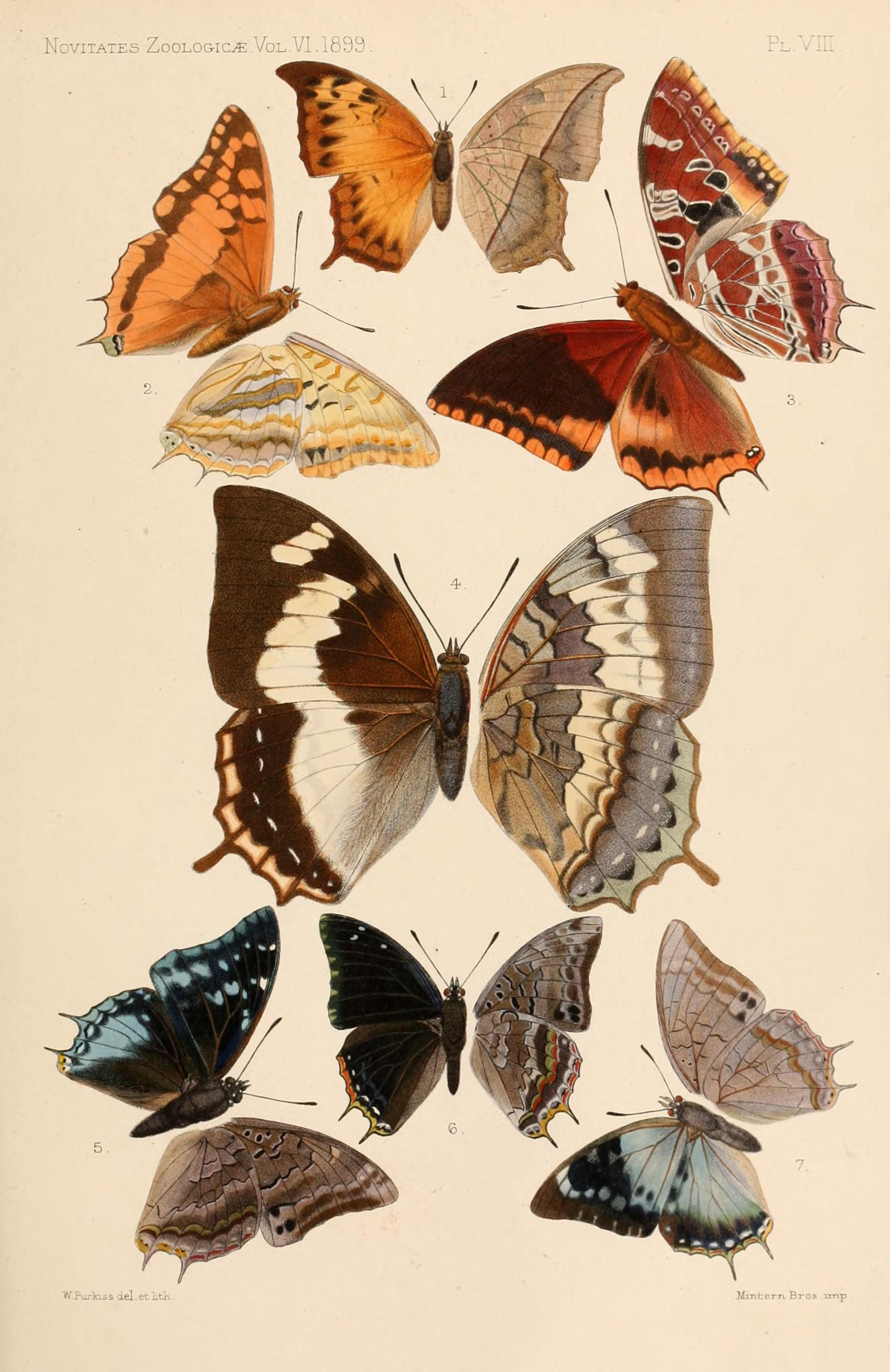